# Estephane Boutros El Douaihy

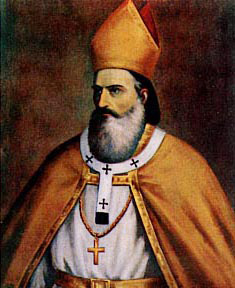
Estephane El Douaihy

Estephane Boutros El Douaihy (auch Etienne Douaihi, Stefano Douayhy, Istifan Ad Duwayhy, Stephane Al Doueihi, Al Douaihi, Duwayhe Duwayhi, arabisch أسطفان الدويهي, DMG Isṭifān ad-Duwaihī, * 2. August 1630 in Ehden, Libanon; † 3. Mai 1704 in Qannoubine) war maronitischer Patriarch von 1670 bis 1704 und wurde 2024 seliggesprochen. Er wird auch als orientalischer Historiker des 17. Jahrhunderts bezeichnet.

## Leben und Wirken
Als Schüler war er hervorragend und wurde auf eine theologische Laufbahn vorbereitet. Er studierte am Päpstlichen Maronitischen Kolleg in Rom und erforschte daneben Manuskripte und Literatur zur Liturgie und Geschichte der Maroniten. Im Alter von 25 Jahren kam er in den Libanon zurück und setzte dort seine Forschungsarbeiten fort.
Im Alter von 40 Jahren wurde er maronitischer Patriarch. Unter ihm wurden die maronitische Kirche reformiert und die Latinisierung weitgehend zurückgedrängt. Er war als Gelehrter und Kenner der europäischen Wissenschaften auch Förderer der Bildung und gründete in Aleppo ein Kolleg.
Im Osmanischen Reich, das für die dort lebenden Christen Unterdrückung bedeutete, kämpfte er für Gerechtigkeit. Seine historischen Arbeiten haben viel zur Frage der Identität der Maroniten beigetragen. Ehrenvolle Bezeichnungen für El Douahy waren unter anderem „der heilige Patriarch“, „der Heilige der Patriarchen“, „Vater der Maroniten“, „Säule der maronitischen Kirche“.

## Seligsprechungsprozess
Im für ihn einleiteten Seligsprechungsverfahren wurde ihm der heroische Tugendgrad zuerkannt. Am 14. März 2024 erkannte Papst Franziskus ein seiner Fürsprache zuerkanntes Wunder als letzte Voraussetzung für die Seligsprechung an. Am 2. August 2024 wurde er in Bkerke seliggesprochen.

## Werke
- Estephan Douayhi: Tarikh al-ta’ifa al-marouniya – Die Geschichte der maronitischen Gemeinschaft. Ed. Rachid al-schartuni, Bairūt 1890
- Estephan Douayhi: Tarikh al-azmina – Der Ursprung der maronitischen Nation.
- Estephan Douayhi: Silsilat Batārikat al-tā’ifa al- marouniya